# Alessandro Peccana
Alessandro Peccana est un médecin italien de Vérone qui exerçait au début du XVIIe siècle. Il est l'auteur de plusieurs publications dont un ouvrage curieux où il disserte longuement sur les boissons froides.

## Publications
- (it) Dei commentarii della Scandella, Verone, Angelo Tamo, 1622[2].
- (it) Del bever freddo. Libro uno con Problemi intorno alla stessa materia, Vérone, 1627[3].
- (it) De Chondro et Alica libri duo, Typis A. Tami, 50 p., 1627[4].

Les feuillets préliminaires du Del bever freddo. Libro uno con Problemi intorno alla stessa materia contiennent un grand nombre de poèmes néo-latins, grecs et italiens adressés à l'auteur par divers poètes amis : Leonardo Todeschi, Lorenzo Fontana, Francesco Rambaldi, Ottavio Brenzoni, Francesco Gratioli, Adriano Grandi, Marco Locatelli. Un des tableaux dépliants présente des correspondances très bizarres entre le vin coupé d'eau (divers dosages), les proportions harmoniques des dosages alcooliques et la musique, le tout accompagné de proverbes grecs.